# Garcia Arnaldo de Bigorre
Garcia Arnaldo de Bigorre (cerca de 972 - 1025) foi conde de Bigorre.

## Relações familiares
Foi filho de Arnaldo I de Bigorre, conde de Astarac. Casou com Ricarda de Astarac filha de Guilherme de Astarac, conde de Astarac de quem teve:
1. Garsinda de Bigorre (986 -?) casada com Bernardo I Rogério de Foix, conde de Foix, filho de Rogério I de Carcassonne, conde de Carcassone e de Adelaide de Ruergue.